# Bukovany (zámek)
Bukovany jsou zámek ve stejnojmenné vesnici v okrese Příbram ve Středočeském kraji. Zámek vznikl postupným rozšiřováním a přestavbou tvrze založené ve čtrnáctém století a od první poloviny dvacátého století v něm sídlí Léčebna Bukovany – Dětská odborná léčebna Ch. G. Masarykové. Zámecký areál je chráněn jako kulturní památka.

## Historie
Předchůdcem zámku byla zemanská tvrz založená nejspíše ve čtrnáctém století. Na počátku čtrnáctého století byla vesnice rozdělena mezi dva majitele, z nichž jedním byl v roce 1316 Zachař a druhým roku 1318 Jan. První písemná zmínka o tvrzi se nachází v zemských deskách a pochází z roku 1543. Ve čtrnáctém století patřila vladyckému rodu Bukovanských z Bukovan, jejichž předkem byl Přibík, připomínaný v Bukovanech roku 1398. Není jasné, který z jeho potomků nebo příbuzných se stal dalším majitelem tvrze. Od roku 1414 se v listinách objevují Bohuslav, Oldřich a Zikmund. Zikmundova manželka a později vdova žila ještě roku 1476. Jiným příslušníkem rodu byl Jindřich z Bukovan, který v roce 1481 koupil dvůr v Životicích.
Do obnovených desk zemských si tvrz se dvorem, částí Bukovan, Chraštic, Chraštiček, Životic a Újezdce nechal zapsat Jan Bukovanský z Bukovan, který panství v roce 1547 rozšířil o Zbenice. Po něm statek zdědili bratři Jindřich (1534–1571) a Přibík (1567–1601), ale po Jindřichově smrti se jediným majitelem stal Přibík. Starou bukovanskou tvrz rozšířil o renesanční palác a state ještě o Nestrašovice (1584) a Těchníč (1585). Po Přibíkově úmrtí v roce 1601 se o majetek dělili bratři Jan, Adam, Jaroslav, Zikmund, Václav a Jan Jiří. Václav a Jan Jiří dostali svůj podíl v penězích, Adam získal Zbenice, Jaroslav Řeteč, Zikmund neznámou část majetku a Bukovany připadly Janovi.
Jan Adam Bukovanský z Bukovan zastával úřad místopísaře. Oženil se s Ester ze Vchynic a Eliškou Šmrčkovou ze Mnichu, ale ani s jednou neměl žádné děti. Za něj byl zámek rozšířen o většinu západního a jižního křídla. Jan Adam zemřel roku 1619. Statek odkázal Elišce s tím, že po její smrti připadne jeho bratrům Václavovi a Janovi Jiřímu. Když Eliška v roce 1625 zemřela, měl Bukovany zdědit Václav. Ten byl ale tak zadlužen, že nemohl zaplatit ani za ubytování (dva pokoje s komorou a stáj) v domě U Zlatého medvěda na Malé Straně. Bukovany proto převzala jeho manželka Alena Saloména Bukovanská, rozená Černínová z Chuděnic, ale teprve poté, co Václav v roce 1632 zemřel. Alena Saloména se podruhé vdala za Jana Jindřicha Morla z Letin a spolu v Bukovanech sídlili až do její smrti v roce 1657. Alena Saloména před svou smrtí v závěti určila, že polovinu Bukovan zdědí manžel a druhou její nezletilý syn František Jindřich z druhého manželství. Ten poté statek vlastnil až do roku 1712. Někdy během pokročilého sedmnáctého století bylo postaveno severozápadní nároží, dvojice osmibokých nárožních věží a fasády získaly štukovou úpravu.
Z potomků Františka Jindřicha statek zdědil Josef Vladislav, ale v roce 1716 Bukovany se dvorem, pivovarem a dalšími čtyřmi vesnicemi prodal Ferdinandovi Františkovi z Říčan. O čtyři roky později je koupil Jan Felix Chanovský z Dlouhé Vsi. Po něm se majitelkou v roce 1725 stala ovdovělá hraběnka Barbora Věžníková z Věžník, rozená Švihovská.
Od roku 1752 panství patřilo Barbořinu synovi Františku Věžníkovi, který v roce 1774 nechal vybudovat kapli Panny Marie. Zámek v roce 1789 zdědila vdova Alžběta. Roku 1816 Bukovany koupil kníže Karel Schwarzenberk, který je připojil k panství zámku Orlík. Jeho rodu poté patřily až do roku 1923 (nebo 1925), kdy se majitelem stal československý stát. Po šestileté rekonstrukci zámku v něm byla umístěna Dětská odborná léčebna Ch. G. Masarykové zaměřená na léčení nemocí dýchacích cest. Jejím zřizovatelem byl od roku 1949 stát a od roku 1994 jím je Český červený kříž.

## Stavební podoba
Dvoupatrový zámek má tři křídla s osmibokými věžemi v nárožích hlavního průčelí. Nejstarším jádrem zámku je bývalá věžová tvrz s valeně zaklenutým přízemím, jejíž budova se dochovala v severním křídle. K její západní straně byl ve druhé polovině šestnáctého přistavěn renesanční palác s dochovanými křížovými klenbami v přízemí. Západní a jižní křídlo bylo vybudováno mezi lety 1601–1619. Dokladem toho jsou zbytky psaníčkových sgrafit s pásy pletenců a akantových rozvilin a se znaky Jana Adama Bukovanského a Ester ze Vchynic, umístěnými na kapli. Do zdi nádvoří je zasazen kamenný znakový náhrobník z roku 1588.
K zámeckému areálu patří také bývalý dům správce, bývalá sýpka přestavěná na školu a nemocniční funkcionalistický pavilon východně od zámecké budovy. Jihozápadně od ní stojí poplužní dvůr tvořený moderně přestavěným obytným domem, dvojicí chlévů s plackovými klenbami, dvěma stodolami a dalšími stavby. Památkově chráněn je pouze samotný zámek a pozemky bez dalších staveb.
Správcovský dům má půdorys písmene L, polovalbovou střechu pokrytou bobrovkami a novodobé vápenné omítky. Interiér byl adaptován na přízemní dílny a byty v patře. Autorem projektu nemocničního pavilonu je pravděpodobně Stanislav Sucharda. Přízemní budova má půlkruhový půdorys a navazující obdélnou severní část. Střed půlkruhové části je zvýšen o světlíkové polopatro, které vystupuje nad ústřední halu. Tu obklopují pokoje s mírně lichoběžným půdorysem. Fasádu pavilonu člení pravoúhlé lizénové rámy a široká čtyřdílná okna.